# عبدالکریم تمنا
عبدالکریم تمنا هروی (۱۳۱۹ –۲۰ مرداد ۱۴۰۲) از شاعران معاصر افغانستان بود.

## زندگی
عبدالکریم تمنا در سال ۱۳۱۹ در روستای سروستان واقع در جنوب شرق شهر هرات افغانستان متولد شد. او در سال‌های اول کودکی پدر و مادرش را از دست داد. در سال‌های نوجوانی به کارهایی مانند میرزایی (حسابداری) پرداخت.
عبدالکریم تمنا به مدارس سبک امروزی نرفته و در مسجد دروس ابتدایی را سپری کرده و علم آموزی را با تلاش شخصی ادامه داد. او خواندن دیوان حافظ را در سال‌های کودکی خود را نزد بانویی بنام قریش (مادر ابوبکر و غلام‌حیدر یقین) فرا گرفت.
شوق به آموختن ازهمان دوران کودکی در ایشان آشکار شد. بسیاری از مواقع، تکه‌های ذغال و دیوارهای کاهگلی روستای سروستان نقش قلم و کاغذ را برای او ایفا می‌کردند.

## فعالیت‌ها در افغانستان
از سال ۱۳۴۰ سروده‌ها و نوشته‌های تمنا در روزنامهٔ اتفاق اسلام به چاپ می‌رسید. در سال ۱۳۵۴ به‌عنوان مدیر کتابخانهٔ عامهٔ هرات برگزیده شد و ورود به این گنجینه ذوق سرشار ادبی و روحیهٔ پژوهشی تمنا را حال‌وهوایی تازه بخشید. سال ۱۳۴۷، با جریدهٔ ملی ترجمان آغاز همکاری نمود و به‌عنوان یکی از نویسندگان فعال آن به جامعهٔ ادبی معرفی گردید. سال ۱۳۵۵، عضویت لویه‌جرگه (مجلس مشورتی بزرگان و مجلس مؤسسان افغانستان برای تصویب قوانین اساسی و گاه تعیین رئیس دولت) و صدای مردم خود بود. در سال ۱۳۵۶، به‌سمت فرماندار زنده‌جان یا پوشنگ کهن رسید، ولی پس از مدت کوتاهی به‌خواست خود از این منصب انصراف داد، تا اینکه در ۱۳۵۷ دوباره به‌عنوان مدیر کتابخانهٔ عامهٔ هرات تعیین شد..

## فعالیت‌ها در ایران
تمنا، در سال ۱۳۵۸، به‌دلیل هجوم ارتش شوروی و جنگ‌های داخلی افغانستان رهسپار ایران شد.

ایشان در دوران آوارگی و غربت در ایران، با بزرگمردانی چون دکتر پرویز ناتل خانلری، ابراهیم باستانی پاریزی، حبیب یغمایی، مظاهر صفا، محمدرضا شفیعی کدکنی، ایرج افشار، فریدونی جنیدی، چنگیز پهلوان، علی دهباشی و .. مراوده داشتند.
نوشته‌ها و سروده‌های استاد عبدالکریم تمنا در مجلات و روزنامه‌های ایران چون مجلهٔ فرهنگی و هنری «بخارا» با مدیریت علی دهباشی و روزنامهٔ اطلاعات به‌طور پیوسته منتشر می‌شد. همکاری و حضور همیشگی شان در بنیاد فرهنگی نیشابور به سرپرستی استاد فریدون جنیدی و آشنایی با دکتر چنگیز پهلوان باعث شد تا در سال ۱۳۷۱ کتاب «نمونه‌های شعر امروز افغانستان» از سوی این بنیاد و با کوشش چنگیز پهلوان نشر شود که استاد عبدالکریم تمنا در گردآوری مطالب این کتاب نقش بسزایی داشتند.
ویرایش و مقابلهٔ کلیات دیوان غلام‌محمد طرزی همراه با دکتر ننگیالی طرزی یکی دیگر از فعالیتهای ادبی شان است. این کتاب در سال ۱۳۸۱ در تهران به نشر رسید. استاد عبدالکریم تمنا با فروتنی فراوان هیچ‌گاه تمایلی به انتشار سروده‌ها و آثار پژوهشی خود نداشته است. در سال ۱۳۹۵ به اصرار دوستان و فرزندان مجموعهٔ سروده‌های شان به نام «پیوند عمر» و سپس در سال ۱۳۹۹ به همت مؤسسه پژوهشی بایسنغر «ارج‌نامهٔ» ایشان چاپ شد. در این کتاب مقالات ادبی استاد تمنا و همچنین نوشته‌هایی از دوستان در مورد ایشان گنجانده شده است.

او که دوران پیرانه‌سری را با نوشتن و سرودن به‌سر می‌بُرد، پس از سپری‌کردن ۸۴ بهار از عمر، ۲۰ مردادماه درگذشت. پیکر استاد بنا به وصیت خود در جوار مرقد پیرعارفان، حضرت خواجه عبدالله انصاری، در شهر هرات باستان به خاک سپرده شد.

## نمونه اشعار
این ابیاتی از آخرین شعرش است که قبل از هجرت وی به ایران در روزنامهٔ اتفاق اسلام در هرات به نشر رسید:
| چنان فسرده ز درد دیار خویشتنم |  | که سخت بی‌خبر از درد یار خویشتنم |
| بر آستان فرومایگاه نسایم سر   |  | بسان کوه به پا از وقار خویشتنم  |

درد دوری از دیار را در اکثر اشعار تمنا هروی به وضوح می‌توان مشاهده کرد:
| چون نوبهار بر رخ من خنده می‌کند    |  | در دل مرا هوای وطن زنده می‌کند  |
| فرخنده کشورم که ز هر جلوه‌اش حلول  |  | صد نوبهار خرم و فرخنده می‌کند   |
| هر لاله‌اش گذشتهٔ رنگین دهد به یاد  |  | هر سوسنش حکایت آینده می‌کند     |
| آنجاست کشورم که جهان در شگفت ماند |  | زان رزم پرشکوه که رزمنده می‌کند |

و باری یاد زادگاهش هریوا چنین سرود:
| زان دم که بسته‌ام از برت بار ای هرات |  | از دل نرفت یاد تو یک‌بار ای هرات |
| خوش آن دمی که بود مرا بار بار بار   |  | در بارگاه خواجهٔ انصار ای هرات   |

و این هم تضمینی که بر غزل ناصرخسرو بلخی سروده بود:
| یکی از نصیحت گران گفت برمن     |  | چرا برگزیدی سخن گستری را      |
| توکز شاعی اجر و سودی ندیدی     |  | شعارت چرا ساختی شاعری را      |
| اگر خواهی از شاعری بهره بینی   |  | بکن پیشهٔ خود ستایشگری را      |
| به ارباب مکنت اگر مدح گویی     |  | بیابی زر و جاه و نام‌آوری را   |
| بر او گفتم ای سفله مپسند خوارم |  | نخواهم ز تو این چنین یاوری را |
| چو ناصر سخن سنج فرزانهٔ بلخ     |  | که داده است داد هنر پروری را  |
| من آنم که در پای خوکان نریزم   |  | مر این قیمتی در نظم دری را    |

و این هم ابیاتی از استاد تمنا در کتاب‌های درسی سال چهارم علوم انسانی علوم قدیم ایران نیز به نشر رسید:
| ای کشور گرامی با جان برابرم        |  | خاک تو توتیایم و سنگ تو گوهرم    |
| بودم بر آستان تو یک عمر بنده وار   |  | واحسرتا که بندهٔ مهجور زان درم    |
| تو در میان آتش و خون می‌تپی و من    |  | افتاده‌ام در آتش و در خون شناورم  |
| زان محشری که مرگ عزیزان به پا نمود |  | هر دم شود به دیده عیان شور محشرم |